# Nati il 7 gennaio

## XIV secolo(1)
- 1355 - Tommaso Plantageneto, I duca di Gloucester, nobile inglese († 1397)

## XV secolo(3)
- 1444 - Pandolfo Collenuccio, umanista, storico e poeta italiano († 1504)
- 1468 - Filippo Calandri, matematico italiano († 1518)
- 1492 - Diomede Carafa, cardinale e vescovo cattolico italiano († 1560)

## XVI secolo(11)
- 1520 - Peder Oxe, politico danese († 1575)
- 1535 - Edward Stafford, III barone Stafford, nobile inglese († 1603)
- 1539 - Sebastián de Covarrubias, lessicografo, crittografo e presbitero spagnolo († 1613)
- 1543 - Elena d'Asburgo, austriaca († 1574)
- 1543 - Antonio Veneziano, poeta italiano († 1593)
- 1549 - Francesco Bassano, pittore italiano († 1592)
- 1578 - Agnese di Solms-Laubach, nobile tedesca († 1602)
- 1579 - Juan Manuel Pérez de Guzmán, VIII duca di Medina Sidonia, nobile e generale spagnolo († 1636)
- 1582 - Maddalena di Brandeburgo, principessa tedesca († 1616)
- 1589 - Cinzia Gonzaga, religiosa italiana († 1649)
- 1591 - Dorotea di Sassonia, religiosa tedesca († 1617)

## XVII secolo(13)
- 1632 - Ambrosio Ignacio Spínola y Guzmán, arcivescovo cattolico e nobile spagnolo († 1684)
- 1634 - Sofia Eleonora d'Assia-Darmstadt, nobile († 1663)
- 1634 - Katarzyna Sobieska, nobile polacca († 1694)
- 1638 - Filippo Bonanni, gesuita, storico e biologo italiano († 1725)
- 1638 - Maria Elisabetta di Brunswick-Wolfenbüttel, nobildonna tedesca († 1687)
- 1647 - Guglielmo Ludovico di Württemberg, duca tedesco († 1677)
- 1652 - Pavao Ritter Vitezović, scrittore, storico e poeta croato († 1713)
- 1661 - Maria degli Angeli Fontanella, religiosa italiana († 1717)
- 1669 - Giovanni Antonio II di Eggenberg, nobile boemo († 1716)
- 1672 - Giambattista Ripa Buschetti di Giaglione, nobile italiano († 1737)
- 1674 - Corrado Gonzaga di Palazzolo, nobile italiano († 1751)
- 1685 - Jonas Alströmer, imprenditore svedese († 1761)
- 1697 - Robert Wallace, religioso e economista scozzese († 1771)

## XVIII secolo(44)
- 1701 - Johann Nicolaus Frobes, filosofo e matematico tedesco († 1756)
- 1702 - Carlo Ginori, nobile, politico e imprenditore italiano († 1757)
- 1710 - Josef Antonín Sehling, compositore ceco († 1756)
- 1713 - Giovanni Battista Locatelli, impresario teatrale e librettista italiano
- 1718 - Israel Putnam, generale statunitense († 1790)
- 1720 - Marie Louise de Rohan, nobile francese († 1803)
- 1724 - Antonio Baratti, incisore italiano († 1787)
- 1724 - Wichard Joachim Heinrich von Möllendorf, generale prussiano († 1816)
- 1727 - Pierre Montan Berton, compositore francese († 1780)
- 1728 - Giovanni Gallini, ballerino, coreografo e produttore teatrale italiano († 1805)
- 1731 - Henri van der Noot, politico belga († 1827)
- 1732 - Nicola Giustiniani, ceramista italiano († 1815)
- 1733 - Tommaso Maurizio Richeri, giurista italiano († 1797)
- 1736 - Andrew Adams, politico e avvocato statunitense († 1797)
- 1740 - Nicolas-Joseph Beaurepaire, militare francese († 1792)
- 1742 - Christian Garve, filosofo tedesco († 1798)
- 1743 - Francesco Conforti, presbitero, teologo e giurista italiano († 1799)
- 1745 - Johan Christian Fabricius, entomologo, botanico e medico danese († 1808)
- 1746 - George Elphinstone, I visconte Keith, ammiraglio britannico († 1823)
- 1751 - François Dumont, pittore e miniaturista francese († 1831)
- 1755 - Stephen Groombridge, astronomo britannico († 1832)
- 1767 - Jean-Pierre Travot, generale francese († 1836)
- 1768 - Giuseppe Bonaparte, re († 1844)
- 1773 - Francesco Boni, presbitero italiano († 1852)
- 1777 - Lorenzo Bartolini, scultore italiano († 1850)
- 1778 - Anthony Todd Thomson, medico scozzese († 1849)
- 1779 - Judas José Romo y Gamboa, cardinale e arcivescovo cattolico spagnolo († 1855)
- 1783 - Francesco Carlini, astronomo, geodeta e meteorologo italiano († 1862)
- 1787 - Carlo Emanuele dal Pozzo della Cisterna, nobile e patriota italiano († 1864)
- 1788 - Giuseppe Olivi, politico italiano († 1861)
- 1789 - Dmitrij Vasil'evič Daškov, politico russo († 1839)
- 1792 - Enrico Marconi, architetto italiano († 1863)
- 1794 - Eilhard Mitscherlich, chimico tedesco († 1863)
- 1794 - Heinrich Wilhelm Schott, botanico austriaco († 1865)
- 1796 - Carlotta Augusta di Hannover, principessa britannica († 1817)
- 1796 - Giambattista Casnighi, religioso e patriota italiano († 1862)
- 1797 - Mariano Paredes y Arrillaga, militare e politico messicano († 1849)
- 1797 - Bartolomeo Signoroni, chirurgo italiano († 1844)
- 1798 - Giovanni Marghinotti, pittore italiano († 1865)
- 1798 - Raffaele Petra, nobile e scrittore italiano († 1873)
- 1799 - Daniel Tyler, generale statunitense († 1882)
- 1799 - François-Adolphe de Bourqueney, diplomatico francese († 1869)
- 1800 - Millard Fillmore, politico statunitense († 1874)
- 1800 - Giovanni Lauzi, avvocato, prefetto e politico italiano († 1885)

## XIX secolo(163)
- 1803 - Leonardo Romanelli, politico italiano († 1886)
- 1806 - Antonio Forni, militare italiano († 1880)
- 1813 - Luigi Anelli, storico, politico e patriota italiano († 1890)
- 1816 - Henry Petty-FitzMaurice, IV marchese di Lansdowne, nobile e politico inglese († 1866)
- 1816 - Franz Tappeiner, medico, botanico e antropologo austriaco († 1902)
- 1816 - Tito Giuseppe Viazzi, militare italiano († 1887)
- 1817 - Henry Nelson O'Neil, pittore britannico († 1880)
- 1817 - Giorgio Tamajo, politico, militare e prefetto italiano († 1897)
- 1818 - Andrea Busiri Vici, architetto italiano († 1911)
- 1819 - Maria Wodzińska, nobile polacca († 1896)
- 1820 - Pietro Caraciotti, politico italiano († 1891)
- 1822 - Gabrielangelo Gabrielli, politico e avvocato italiano († 1891)
- 1825 - Alexandre Émile Herbillon, militare francese († 1893)
- 1826 - Sigismondo Leopoldo d'Asburgo-Lorena, nobile († 1891)
- 1826 - John Wodehouse, I conte di Kimberley, nobile e politico inglese († 1902)
- 1827 - George Harry Grey, VII conte di Stamford, nobile britannico († 1883)
- 1827 - Sandford Fleming, inventore e ingegnere canadese († 1915)
- 1829 - Richard von Metternich, diplomatico austriaco († 1895)
- 1829 - Pietro Taglialatela, pastore protestante, filosofo e scrittore italiano († 1913)
- 1830 - Albert Bierstadt, pittore statunitense († 1902)
- 1831 - Heinrich von Stephan, funzionario e politico tedesco († 1897)
- 1832 - William Turner, anatomista e antropologo inglese († 1916)
- 1833 - Josep Manyanet i Vives, presbitero e religioso spagnolo († 1901)
- 1833 - Henry Enfield Roscoe, chimico britannico († 1915)
- 1834 - Johann Philipp Reis, scienziato e inventore tedesco († 1874)
- 1834 - George Adolphus Storey, pittore e illustratore inglese († 1919)
- 1836 - Tancrède Abraham, pittore e incisore francese († 1895)
- 1836 - Francesco De Renzis, militare, politico e diplomatico italiano († 1900)
- 1836 - Eberhard Schrader, assiriologo e orientalista tedesco († 1908)
- 1836 - Albert von Bezold, fisiologo tedesco († 1868)
- 1837 - James Key Caird, imprenditore scozzese († 1916)
- 1837 - Milan Piroćanac, politico serbo († 1897)
- 1839 - Max Britzelmayr, micologo tedesco († 1909)
- 1841 - Ernst Rudolf Bierling, giurista tedesco († 1919)
- 1842 - Vincenzo Giordano Zocchi, scrittore italiano († 1877)
- 1843 - Isidoro Carini, religioso, paleografo e storiografo italiano († 1895)
- 1844 - Bernadette Soubirous, mistica e religiosa francese († 1879)
- 1845 - Paul Deussen, indologo e filosofo tedesco († 1919)
- 1845 - Ludovico III di Baviera, re († 1921)
- 1846 - Verner Clarges, attore inglese († 1911)
- 1847 - Aleksandr Petrovič Karpinskij, geologo e mineralogista russo († 1936)
- 1847 - Jean Paul Richter, storico dell'arte tedesco († 1937)
- 1848 - Giovanni Battista Bosdari, politico italiano († 1900)
- 1848 - Arrigo Tamassia, medico italiano († 1917)
- 1848 - Ignatz Urban, botanico tedesco († 1931)
- 1849 - Vladimir Nikolaevič Davydov, attore teatrale russo († 1925)
- 1852 - Pascal Dagnan-Bouveret, pittore francese († 1929)
- 1852 - Anatole-Joseph Toulotte, vescovo cattolico e missionario francese († 1907)
- 1853 - Ludovico Pepe, storico italiano († 1901)
- 1855 - Goffredo Cognetti, scrittore e pittore italiano († 1943)
- 1856 - Stojan Mihajlovski, poeta e drammaturgo bulgaro († 1927)
- 1857 - Natale Krekich, politico e patriota italiano († 1938)
- 1857 - Lodovico Pogliaghi, scultore, pittore e scenografo italiano († 1950)
- 1858 - Eliezer Ben Yehuda, giornalista e filologo russo († 1922)
- 1858 - Iwan Gilkin, poeta belga († 1924)
- 1858 - Muhammad Akram Khan, principe pakistano († 1907)
- 1858 - Enrique Serra Auqué, pittore spagnolo († 1918)
- 1859 - Feng Guozhang, generale e politico cinese († 1919)
- 1860 - Giacomo Ferri, politico italiano († 1930)
- 1860 - Francesco Saverio Giardina, geografo e politico italiano († 1932)
- 1861 - André Castaigne, artista e incisore francese († 1929)
- 1862 - Pietro II Moncada di Paternò, nobile e imprenditore italiano († 1920)
- 1862 - Umberto Silvagni, giornalista e politico italiano († 1941)
- 1862 - Cora Slocomb, educatrice e filantropa statunitense († 1944)
- 1862 - Kate Sperrey, pittrice neozelandese († 1893)
- 1864 - Jacob Katzenstein, medico tedesco († 1921)
- 1864 - Seo Jae-pil, attivista e giornalista coreano († 1951)
- 1865 - Francesco Vitalini, incisore e pittore italiano († 1904)
- 1867 - Martial-Pierre-Marie Jannin, vescovo cattolico e missionario francese († 1940)
- 1868 - Johannes Wilhjelm, pittore danese († 1938)
- 1869 - Christos Androutsos, teologo greco († 1937)
- 1870 - Robert Hans Schmitt, alpinista, esploratore e pittore austriaco († 1899)
- 1871 - Émile Borel, matematico e politico francese († 1956)
- 1871 - Francesco Goggia, militare e politico italiano († 1950)
- 1871 - Thomas Horder, I barone Horder, medico britannico († 1955)
- 1872 - Giovanni Costantini, pittore e decoratore italiano († 1947)
- 1872 - Angelo Gamba, tenore italiano († 1908)
- 1873 - Charles Péguy, scrittore, poeta e saggista francese († 1914)
- 1873 - Frederick Winters, sollevatore statunitense († 1915)
- 1873 - Adolph Zukor, produttore cinematografico ungherese († 1976)
- 1875 - Gustav Flatow, ginnasta tedesco († 1945)
- 1876 - Ezechiele Huerta Gutiérrez, organista messicano († 1927)
- 1876 - Konstantin Valentini, militare austro-ungarico († 1951)
- 1877 - Giovanni Battista Trener, geologo italiano († 1954)
- 1878 - Justus Scrafford, mezzofondista statunitense († 1947)
- 1879 - Augusto Agabiti, teosofo italiano († 1918)
- 1879 - John Bissinger, ginnasta e multiplista statunitense († 1941)
- 1879 - Georges Dejaeghère, ginnasta francese
- 1879 - Frederick Heckwolf, velocista statunitense († 1924)
- 1880 - Leone Azzali, politico italiano († 1963)
- 1880 - Santiago Luis Copello, cardinale argentino († 1967)
- 1880 - Jerome Steever, pallanuotista statunitense († 1957)
- 1881 - Arnoldo Frigessi di Rattalma, dirigente d'azienda italiano († 1950)
- 1882 - Charles Mayer, pugile statunitense († 1972)
- 1882 - Giuseppe Tuntar, politico e giornalista italiano († 1940)
- 1883 - Andrew Cunningham, ammiraglio britannico († 1963)
- 1884 - George Bronson Howard, commediografo, regista e giornalista statunitense († 1922)
- 1884 - Arturo Giovannitti, sindacalista, attivista e poeta italiano († 1959)
- 1884 - Carl Gustaf Lewenhaupt, cavaliere svedese († 1935)
- 1884 - Xiao Youmei, compositore e educatore cinese († 1940)
- 1885 - Edwin Swatek, pallanuotista e nuotatore statunitense († 1966)
- 1886 - Auguste Benoît, ciclista su strada belga († 1955)
- 1886 - Amedeo Maiuri, archeologo italiano († 1963)
- 1887 - Raymond Fénard, ammiraglio francese († 1957)
- 1887 - Simon Gantillon, drammaturgo e sceneggiatore francese († 1961)
- 1887 - Oskar Luts, scrittore estone († 1953)
- 1887 - Antonio Passarelli, generale italiano († 1943)
- 1887 - Giuseppe Romita, politico italiano († 1958)
- 1887 - Kurt Schneider, psichiatra tedesco († 1967)
- 1887 - Walter Stauffer, imprenditore e mecenate svizzero († 1974)
- 1887 - Mario Vinciguerra, storico e antifascista italiano († 1972)
- 1888 - Jean Thorailler, nuotatore e pallanuotista francese († 1957)
- 1889 - Giuseppe Benelli, progettista e imprenditore italiano († 1957)
- 1889 - Felice De Stefano, ingegnere navale e dirigibilista italiano († 1925)
- 1889 - George Elliott, calciatore inglese († 1948)
- 1889 - Arthur Hartley, ingegnere britannico († 1960)
- 1889 - Philippe Henriot, politico francese († 1944)
- 1889 - Hans Johner, scacchista e compositore di scacchi svizzero († 1975)
- 1889 - Charles Mast, generale francese († 1977)
- 1889 - George Samson, militare britannico († 1923)
- 1890 - Richard Klein, artista tedesco († 1967)
- 1890 - Maurice McLoughlin, tennista statunitense († 1957)
- 1890 - Grigorij Nikitin, calciatore russo († 1917)
- 1890 - Henny Porten, attrice e produttrice cinematografica tedesca († 1960)
- 1891 - Zora Neale Hurston, scrittrice e antropologa statunitense († 1960)
- 1892 - Masao Baba, generale giapponese († 1947)
- 1892 - Giovanni Gallina, calciatore italiano († 1963)
- 1892 - Jean Loubière, calciatore francese († 1915)
- 1892 - Rudolf Moser, compositore svizzero († 1960)
- 1892 - Percy Walker Nelles, ammiraglio canadese († 1951)
- 1892 - Luigi Oggiano, politico e avvocato italiano († 1981)
- 1893 - Franco Bontadini, medico e calciatore italiano († 1943)
- 1893 - Arturo Bragaglia, attore italiano († 1962)
- 1893 - Ragnar Halvorsen, calciatore norvegese († 1933)
- 1893 - Rolf Nesch, pittore norvegese († 1975)
- 1893 - Vasilij Oščepkov, artista marziale russo († 1938)
- 1894 - Norma Nichols, attrice statunitense († 1989)
- 1894 - Eso Peluzzi, pittore italiano († 1985)
- 1894 - Johnnie Walker, attore e regista statunitense († 1949)
- 1895 - Marie-Dominique Chenu, teologo francese († 1990)
- 1895 - Lucillo Grassi, pittore italiano († 1971)
- 1895 - Clara Haskil, pianista rumena († 1960)
- 1896 - Mario Chiodi, calciatore italiano († 1974)
- 1897 - Ernesto Daquanno, giornalista italiano († 1945)
- 1897 - Agustín Eizaguirre, calciatore spagnolo († 1961)
- 1897 - Luis Enrique Erro, politico, educatore e astronomo messicano († 1955)
- 1897 - Gordon Holmes MacMillan, generale scozzese († 1986)
- 1897 - Rayford Logan, storico e attivista statunitense († 1982)
- 1898 - Pietro Bronzini, calciatore italiano († 1962)
- 1898 - Rudolf Fernau, attore tedesco († 1985)
- 1898 - Robert LeGendre, multiplista e lunghista statunitense († 1931)
- 1898 - Franz Lenhart, pittore e disegnatore austriaco († 1992)
- 1898 - Dick MacNeill, calciatore olandese († 1963)
- 1899 - Beniamino Fiamma, ingegnere e inventore italiano († 1985)
- 1899 - Carlo Lombardi, politico italiano († 1980)
- 1899 - Francis Poulenc, compositore e pianista francese († 1963)
- 1899 - Francesco Sormano, attore, doppiatore e conduttore radiofonico italiano († 1977)
- 1899 - Kazimierz Szempliński, schermidore polacco († 1971)
- 1900 - Primo Bay, calciatore italiano († 1978)
- 1900 - John Brownlee, baritono australiano († 1969)
- 1900 - Arvo Haavisto, lottatore finlandese († 1977)
- 1900 - Robert Le Vigan, attore francese († 1972)
- 1900 - Giuseppe Morabito, poeta italiano († 1997)

## XX secolo(948)
- 1901 - Italo Briano, editore, pubblicista e divulgatore scientifico italiano († 1985)
- 1901 - James Nelson, calciatore scozzese († 1956)
- 1902 - Willi Ascherl, calciatore tedesco († 1929)
- 1902 - Aina Berg, nuotatrice svedese († 1992)
- 1902 - Sante Cancian, pittore e illustratore italiano († 1947)
- 1902 - Gyula Dudás, calciatore ungherese († 1956)
- 1902 - Antonio Scaramuzza, generale italiano († 1972)
- 1902 - George Kingsley Zipf, linguista statunitense († 1950)
- 1903 - Adam Bargielski, presbitero polacco († 1942)
- 1903 - Josef Breuer, compositore di scacchi tedesco († 1981)
- 1903 - Carlos Di Sarli, direttore d'orchestra, compositore e pianista argentino († 1960)
- 1903 - Pavel Fantl, medico ceco († 1945)
- 1903 - Albrecht Haushofer, drammaturgo e geografo tedesco († 1945)
- 1903 - Thomas R. Limerick, criminale statunitense († 1938)
- 1903 - Mari Mori, scrittrice e traduttrice giapponese († 1987)
- 1903 - Alan Napier, attore inglese († 1988)
- 1903 - Hooley Smith, hockeista su ghiaccio canadese († 1963)
- 1903 - Antanas Sniečkus, politico sovietico († 1974)
- 1904 - Pierre Allain, alpinista e arrampicatore francese († 2000)
- 1904 - Charles Collins, cantante e attore statunitense († 1999)
- 1904 - Ruth Landshoff, attrice e scrittrice tedesca († 1966)
- 1904 - Edoardo Volterra, giurista e partigiano italiano († 1984)
- 1905 - Hiromichi Kōno, entomologo e antropologo giapponese († 1963)
- 1905 - Jānis Matušonoks, calciatore lettone
- 1905 - Edith Méra, attrice italiana († 1935)
- 1906 - Red Allen, trombettista statunitense († 1967)
- 1906 - Herb Magidson, paroliere statunitense († 1986)
- 1906 - Giulia Veronesi, storica dell'architettura e traduttrice italiana († 1970)
- 1907 - Lorenzo Gazzari, calciatore italiano († 1998)
- 1907 - Maria Sara Goretti, scrittrice, poetessa e filosofa italiana († 2001)
- 1907 - Grace Hartman, attrice statunitense († 1955)
- 1907 - Edna Phillips, arpista statunitense († 2003)
- 1907 - Willi Rutz, calciatore tedesco († 1993)
- 1907 - Tullia Socin, pittrice italiana († 1995)
- 1907 - Nicanor Zabaleta, arpista spagnolo († 1993)
- 1908 - Philip Bourneuf, attore statunitense († 1979)
- 1908 - Frederick Gibberd, architetto e urbanista britannico († 1984)
- 1908 - Constance Wilson-Samuel, pattinatrice artistica su ghiaccio canadese († 1963)
- 1909 - Federico Baj, calciatore italiano
- 1909 - Guglielmo Donati, politico italiano († 1971)
- 1909 - Innocenzo Ragusa, ufficiale italiano († 1943)
- 1909 - Josane Sigart, tennista belga († 1999)
- 1910 - Edoardo Anton, commediografo, sceneggiatore e regista italiano († 1986)
- 1910 - Giovanni Battistoni, calciatore e allenatore di calcio italiano († 1978)
- 1910 - August Dickmann, attivista tedesco († 1939)
- 1910 - Orval Faubus, politico statunitense († 1994)
- 1910 - Livia Gereschi, insegnante italiana († 1944)
- 1910 - Frank Lubin, cestista e allenatore di pallacanestro statunitense († 1999)
- 1911 - Roberto Amoroso, produttore cinematografico, sceneggiatore e regista italiano († 1994)
- 1911 - Yolande Beekman, militare britannica († 1944)
- 1911 - René Bougnol, schermidore francese († 1956)
- 1911 - Oscar De Mejo, compositore italiano († 1992)
- 1911 - Dina Proničeva, attrice ucraina († 1977)
- 1911 - Fabio Padoa-Schioppa, dirigente d'azienda italiano († 2012)
- 1911 - Calibi, paroliere e produttore discografico italiano († 1997)
- 1911 - Silverio Tricoli, calciatore italiano
- 1912 - Charles Addams, fumettista statunitense († 1988)
- 1912 - Giorgio Caproni, poeta, critico letterario e traduttore italiano († 1990)
- 1912 - Erik Holm, pallanuotista svedese († 1999)
- 1912 - Ivan Ignat'evič Jakubovskij, generale e politico sovietico († 1976)
- 1912 - Pietro Pistolese, avvocato e politico italiano († 1987)
- 1912 - Duilio Setti, calciatore italiano († 1972)
- 1912 - Jolanda Verdirosi, attrice italiana († 1997)
- 1912 - Günter Wand, direttore d'orchestra e compositore tedesco († 2002)
- 1913 - Franjo Glaser, calciatore e allenatore di calcio jugoslavo († 2003)
- 1913 - Johnny Mize, giocatore di baseball statunitense († 1993)
- 1913 - Shirley Ross, attrice e cantante statunitense († 1975)
- 1913 - Francis De Wolff, attore britannico († 1984)
- 1914 - Cresson H. Kearny, ingegnere e esploratore statunitense († 2003)
- 1914 - Bobby McDermott, cestista e allenatore di pallacanestro statunitense († 1963)
- 1915 - Franz Bartl, pallamanista austriaco († 1941)
- 1915 - Francesco Calì, militare italiano († 1938)
- 1915 - Ginette Catriens, modella francese († 2011)
- 1915 - Luciano Dal Cero, partigiano italiano († 1945)
- 1915 - Vanna Vanni, attrice italiana († 1998)
- 1916 - Elena Ceaușescu, politica rumena († 1989)
- 1916 - Paul Keres, scacchista sovietico († 1975)
- 1916 - Teresio Olivelli, partigiano italiano († 1945)
- 1916 - Fernando Sancho, attore spagnolo († 1990)
- 1916 - Gerrit Schulte, ciclista su strada e pistard olandese († 1992)
- 1917 - Gamal El Sagini, pittore e scultore egiziano († 1977)
- 1917 - Milton Resnick, pittore ucraino († 2004)
- 1918 - Vincenzo Buonassisi, gastronomo, critico musicale e critico televisivo italiano († 2004)
- 1918 - Paolo Desana, politico italiano († 1991)
- 1918 - Menchu Gal, pittrice spagnola († 2008)
- 1918 - Marjorie Hoshelle, attrice statunitense († 1989)
- 1918 - Kevin Andrew Lynch, urbanista e architetto statunitense († 1984)
- 1918 - Alessandro Natta, politico italiano († 2001)
- 1918 - Adriana Novelli, montatrice italiana († 2010)
- 1918 - Jerry Steiner, cestista, allenatore di pallacanestro e arbitro di pallacanestro statunitense († 2012)
- 1919 - Robert Duncan, poeta statunitense († 1988)
- 1919 - Adriano Gè, calciatore italiano († 1996)
- 1919 - George Stephen Morrison, militare statunitense († 2008)
- 1919 - Siddhi Savetsila, politico e militare thailandese († 2015)
- 1919 - Vasilij Trofimov, calciatore sovietico († 1999)
- 1920 - Ettore Barelli, traduttore, curatore editoriale e scrittore italiano († 2005)
- 1920 - Georges Claes, ciclista su strada e ciclocrossista belga († 1994)
- 1920 - Vincent Gardenia, attore italiano († 1992)
- 1920 - Georges Pichard, fumettista francese († 2003)
- 1920 - Alastair Pilkington, ingegnere, inventore e imprenditore inglese († 1995)
- 1920 - Michele Ruella, calciatore italiano († 1982)
- 1920 - Rudolf Heinz Ruffer, militare e aviatore tedesco († 1944)
- 1920 - Deb Smith, cestista e allenatore di pallacanestro statunitense († 2009)
- 1921 - Evgenij Babič, hockeista su ghiaccio e calciatore sovietico († 1972)
- 1921 - Noëlle Norman, attrice francese († 1985)
- 1921 - Sante Maria Romitelli, compositore e direttore d'orchestra italiano († 2004)
- 1921 - Jules Schelvis, scrittore e storico olandese († 2016)
- 1922 - Francisco Aramburu, calciatore brasiliano († 1997)
- 1922 - Carlo Barbieri, calciatore italiano
- 1922 - Corrado Contin, calciatore italiano († 2001)
- 1922 - Faele, drammaturgo, autore televisivo e paroliere italiano († 1981)
- 1922 - Fatafehi Tuʻipelehake, principe e politico tongano († 1999)
- 1922 - Michele Lacerenza, trombettista e compositore italiano († 1989)
- 1922 - Jean-Pierre Rampal, flautista francese († 2000)
- 1922 - Mario Rendo, imprenditore italiano († 2005)
- 1922 - Alf Svendsrud, calciatore norvegese († 1997)
- 1923 - Benito Balducci, pittore italiano († 2007)
- 1923 - Leonardo Garilli, imprenditore, ingegnere e dirigente sportivo italiano († 1996)
- 1923 - Hugh Kenner, critico letterario canadese († 2003)
- 1923 - Jean Lucienbonnet, pilota automobilistico francese († 1962)
- 1923 - Johnny Macknowski, cestista statunitense († 2024)
- 1923 - Gaetano Mariani, critico letterario italiano († 1983)
- 1923 - Gianmarco Mezzadri, calciatore e allenatore di calcio italiano († 1991)
- 1923 - Jerzy Nowosielski, pittore, scenografo e illustratore polacco († 2011)
- 1924 - Geoffrey Bayldon, attore britannico († 2017)
- 1924 - Pablo Birger, pilota automobilistico argentino († 1966)
- 1924 - Gene L. Coon, sceneggiatore e produttore televisivo statunitense († 1973)
- 1924 - Anna Maestri, attrice italiana († 1988)
- 1924 - Zahari Mednikarov, direttore di coro bulgaro († 2007)
- 1924 - Ralph Miliband, sociologo britannico († 1994)
- 1924 - Thor Moxnes, calciatore norvegese († 2006)
- 1925 - Louis Carré, calciatore belga († 2002)
- 1925 - Willie Davie, calciatore scozzese († 1996)
- 1925 - William Longstreth Dodge, bobbista statunitense († 1987)
- 1925 - Gerald Durrell, naturalista, zoologo e esploratore britannico († 1995)
- 1925 - Sharo Gambino, scrittore e giornalista italiano († 2008)
- 1925 - Piero Gorgatto, velista italiano († 1991)
- 1925 - Ragnar Nikolay Larsen, allenatore di calcio e calciatore norvegese († 1982)
- 1925 - Walter Noll, matematico tedesco († 2017)
- 1925 - Helenita Olivares, soprano colombiano († 2024)
- 1925 - David Schildkraut, sassofonista statunitense († 1998)
- 1925 - Harry Stradling Jr., direttore della fotografia statunitense († 2017)
- 1926 - Julián Arcas Sánchez, calciatore e allenatore di calcio spagnolo († 2001)
- 1926 - Mino Di Bartolo, allenatore di pallanuoto italiano († 2022)
- 1926 - Kim Jong-pil, politico e militare sudcoreano († 2018)
- 1926 - Claude Kirk, politico statunitense († 2011)
- 1926 - Mario Menichini, partigiano italiano († 1943)
- 1926 - Elaine Saunders, scacchista britannica († 2012)
- 1926 - Omer Šipraga, partigiano bosniaco († 2012)
- 1927 - Paul Marie Cao Đình Thuyên, vescovo cattolico vietnamita († 2022)
- 1927 - Agnese De Donato, fotografa, giornalista e gallerista italiana († 2017)
- 1927 - Abdul Hamid, hockeista su prato pakistano († 2019)
- 1927 - Don Rehfeldt, cestista statunitense († 1980)
- 1927 - Fernanda Turvani, regista televisiva italiana († 2001)
- 1927 - Yee Tit Kwan, cestista cinese († 2017)
- 1928 - William Peter Blatty, scrittore, sceneggiatore e regista statunitense († 2017)
- 1928 - Hristo Mladenov, allenatore di calcio bulgaro († 1996)
- 1928 - Michele Pazienza, politico e avvocato italiano († 2013)
- 1928 - Emilio Pericoli, cantante italiano († 2013)
- 1929 - Edelmiro Arévalo, calciatore paraguaiano († 2008)
- 1929 - Mario Bergamaschi, calciatore italiano († 2020)
- 1929 - Kenneth Henry, pattinatore di velocità su ghiaccio statunitense († 2009)
- 1929 - Terry Moore, attrice e scrittrice statunitense
- 1930 - Yehuda Gafni, ex cestista israeliano
- 1930 - Luciano Guarnieri, pittore italiano († 2009)
- 1930 - Eddie LeBaron, giocatore di football americano statunitense († 2015)
- 1930 - Michele Megale, politico italiano († 2021)
- 1930 - Ivano Nicolucci, musicista e compositore italiano († 2002)
- 1930 - Umberto Pagliacci, politico italiano († 2000)
- 1931 - Mario Fabbri, musicologo e alpinista italiano († 1983)
- 1931 - Mirja Hietamies, fondista e dirigente sportiva finlandese († 2013)
- 1931 - Dan King, cestista e allenatore di pallacanestro statunitense († 2003)
- 1931 - Jacque Mercer, modella statunitense († 1982)
- 1931 - Pierina Morosini, beata italiana († 1957)
- 1931 - Rolando Rivi, italiano († 1945)
- 1932 - Zdeněk Borovec, scrittore ceco († 2001)
- 1932 - Angelo Raffaele Dinardo, politico italiano († 2015)
- 1932 - Max Gallo, giornalista, storico e scrittore francese († 2017)
- 1932 - Tormod Knutsen, combinatista nordico norvegese († 2021)
- 1932 - Wolfgang Reichmann, attore tedesco († 1991)
- 1932 - Enrico Sabbatini, costumista italiano († 1998)
- 1932 - Hans Rudolf Spillmann, tiratore a segno svizzero († 2024)
- 1933 - Nicette Bruno, attrice brasiliana († 2020)
- 1933 - David Dalby, linguista britannico († 2022)
- 1933 - René Daubinet, ex pallanuotista francese
- 1933 - Franco Debenedetti, dirigente d'azienda, imprenditore e politico italiano
- 1933 - Carlo Fuscagni, giornalista italiano († 2022)
- 1933 - Anna Maria Zampieri Pan, giornalista italiana
- 1934 - Halina Beyer, cestista polacca († 2014)
- 1934 - Daphne Ceeney, atleta paralimpica, arciera e nuotatrice australiana († 2016)
- 1934 - Edit Gyimes, ex cestista ungherese
- 1934 - Charlie Jenkins, ex velocista statunitense
- 1934 - Ferenc Kovács, allenatore di calcio e calciatore ungherese († 2018)
- 1934 - Joseph Naso, serial killer statunitense
- 1934 - Tassos Papadopoulos, politico cipriota († 2008)
- 1934 - Abel Posse, scrittore, diplomatico e giornalista argentino († 2023)
- 1934 - Carlo Parlati, scultore, pittore e incisore italiano († 2003)
- 1934 - Enzo Sciacca, storico italiano († 2006)
- 1934 - Giovanna Sesto, ex cestista italiana
- 1934 - Luciano Zotti, compositore, pianista e direttore d'orchestra italiano († 1998)
- 1935 - Sergio Ammirata, attore e regista italiano
- 1935 - Ion Cioabă, politico rumeno († 1997)
- 1935 - Francisco Dornelles, politico e economista brasiliano († 2023)
- 1935 - Valerij Nikolaevič Kubasov, cosmonauta sovietico († 2014)
- 1935 - Manuel Mestre, calciatore e allenatore di calcio spagnolo († 2008)
- 1935 - Franco Gaetano Scoca, giurista italiano
- 1936 - Kim Yeong-gi, ex cestista e allenatore di pallacanestro sudcoreano
- 1936 - Jean-Pierre Thystère Tchicaya, politico della Repubblica del Congo († 2008)
- 1936 - Novak Tomić, calciatore jugoslavo († 2003)
- 1937 - Humberto Camero, ex cestista messicano
- 1937 - Zaccaria Cometti, calciatore e allenatore di calcio italiano († 2020)
- 1937 - Diego Lanza, grecista italiano († 2018)
- 1937 - Piero Pierotti, storico dell'arte e urbanista italiano
- 1937 - Carlos Westendorp, politico e diplomatico spagnolo
- 1938 - Rauno Aaltonen, pilota automobilistico e pilota di rally finlandese
- 1938 - Dario Baruffi, calciatore e allenatore di calcio italiano († 2024)
- 1938 - Aída Bortnik, sceneggiatrice, drammaturga e giornalista argentina († 2013)
- 1938 - Gianvito Geotti, calciatore italiano († 2023)
- 1938 - Lena Granhagen, attrice svedese
- 1938 - Amfilohije Radović, arcivescovo ortodosso montenegrino († 2020)
- 1938 - Ross Sutton, arciere e schermidore australiano († 2000)
- 1938 - Roland Topor, illustratore, paroliere e drammaturgo francese († 1997)
- 1938 - Keith Wiegard, pallanuotista e calciatore australiano († 1992)
- 1939 - Royce D. Applegate, attore statunitense († 2003)
- 1939 - Ari Clemente, ex calciatore brasiliano
- 1939 - Romualdo Arppi Filho, arbitro di calcio brasiliano († 2023)
- 1939 - Mario Bianchi, regista italiano († 2022)
- 1939 - Michele di Grecia, nobile e scrittore greco († 2024)
- 1939 - Brausch Niemann, pilota automobilistico sudafricano
- 1939 - Teodoro Palacios, altista guatemalteco († 2019)
- 1939 - Salvatore Pica, scrittore e gallerista italiano († 2022)
- 1939 - Ivan Radulov, scacchista bulgaro
- 1939 - Thomas L. Thompson, teologo statunitense
- 1940 - Dave Cousins, cantante britannico († 2025)
- 1940 - Ėduard Egorov, ex pallanuotista sovietico
- 1940 - Vladica Kovačević, calciatore e allenatore di calcio jugoslavo († 2016)
- 1940 - Giorgio Luzzi, poeta, saggista e critico letterario italiano
- 1940 - Sergio Pasina, politico italiano
- 1940 - István Timár, canoista ungherese († 1994)
- 1941 - Lorenzo Albacete, presbitero, teologo e giornalista statunitense († 2014)
- 1941 - Harvey Evans, attore e ballerino statunitense († 2021)
- 1941 - Giulio Cesare Giacobbe, scrittore e psicologo italiano
- 1941 - Frederick Gregory, ex astronauta statunitense
- 1941 - Manfred Schellscheidt, allenatore di calcio e ex calciatore tedesco
- 1941 - John Steiner, attore britannico († 2022)
- 1941 - John Ernest Walker, chimico britannico
- 1942 - Vasilij Alekseev, sollevatore sovietico († 2011)
- 1942 - Jesse Branson, cestista statunitense († 2014)
- 1942 - Ricardo Ezzati Andrello, cardinale e arcivescovo cattolico italiano
- 1942 - Jim Fleming, calciatore scozzese († 2020)
- 1942 - Jörg Lucke, ex canottiere tedesco
- 1942 - Carlo Mazza, vescovo cattolico italiano
- 1942 - Takao Nishiyama, ex calciatore giapponese
- 1942 - Horațiu Rădulescu, compositore romeno († 2008)
- 1943 - Giorgio Raimondo Cardona, glottologo, linguista e traduttore italiano († 1988)
- 1943 - Luigi Di Bartolomeo, politico italiano († 2022)
- 1943 - Leszek Nowak, filosofo polacco († 2009)
- 1943 - Sadako Sasaki, giapponese († 1955)
- 1944 - Boško Antić, allenatore di calcio e calciatore jugoslavo († 2007)
- 1944 - Mario Bertini, ex calciatore italiano
- 1944 - Stephen Bourne, informatico britannico
- 1944 - Rifat Hadžiselimović, genetista bosniaco
- 1944 - Mahieddine Khalef, allenatore di calcio algerino († 2024)
- 1944 - Mike McGear, musicista e fotografo britannico
- 1944 - Mario Virano, architetto e dirigente d'azienda italiano († 2023)
- 1945 - Shulamith Firestone, attivista canadese († 2012)
- 1945 - Rafael Herrera, ex pugile messicano
- 1945 - Niels Christian Hüttel, ex calciatore danese
- 1945 - Jean-Claude Lefèbvre, ex pilota di rally e copilota di rally francese
- 1945 - Dick Marty, politico e avvocato svizzero († 2023)
- 1945 - Raila Odinga, politico keniota
- 1945 - Giampaolo Urlando, ex martellista italiano
- 1945 - Anne Warner, ex nuotatrice statunitense
- 1946 - John Carta, aviatore italiano († 1990)
- 1946 - Diane Thomas, sceneggiatrice statunitense († 1985)
- 1946 - Jann Wenner, giornalista e editore statunitense
- 1946 - Mike Wilds, pilota di Formula 1 britannico
- 1947 - Stefan Angelov, lottatore bulgaro († 2019)
- 1947 - Carlo Laverda, ex velocista italiano
- 1948 - Koloman Gögh, calciatore e allenatore di calcio cecoslovacco († 1995)
- 1948 - Zmago Jelinčič, politico sloveno
- 1948 - Luciano Limena, calciatore italiano († 1970)
- 1948 - Kenny Loggins, cantautore e chitarrista statunitense
- 1948 - Ichirō Mizuki, cantante, paroliere e compositore giapponese († 2022)
- 1948 - Marjan Mozetich, compositore canadese
- 1948 - Gianni Panella, politico e sindacalista italiano († 2003)
- 1948 - Hermes Ramírez, velocista cubano († 2024)
- 1949 - Chavo Classic, wrestler statunitense († 2017)
- 1949 - Kalala Ntumba, calciatore della Repubblica Democratica del Congo († 2021)
- 1949 - Steven Williams, attore statunitense
- 1950 - Juan Gabriel, cantautore messicano († 2016)
- 1950 - Lucia Ciampi, politica italiana
- 1950 - Larry Connor, imprenditore e astronauta statunitense
- 1950 - Jean-Louis Giovannoni, scrittore e poeta francese
- 1950 - Erin Gray, attrice statunitense
- 1950 - Stanley James Grenz, teologo statunitense († 2005)
- 1950 - John Hill, giornalista e ex calciatore nordirlandese
- 1950 - Johnny Lever, attore e comico indiano
- 1950 - Malcolm Macdonald, conduttore radiofonico, ex calciatore e allenatore di calcio inglese
- 1951 - Hugh Bullen, bassista trinidadiano († 2016)
- 1951 - Paola Comencini, scenografa e costumista italiana
- 1951 - Jonathan Del Mar, musicologo e direttore d'orchestra inglese
- 1951 - Frans Kellendonk, scrittore olandese († 1990)
- 1951 - Talğat Mūsabaev, cosmonauta kazako († 2025)
- 1951 - Luiz Melodia, cantante, musicista e compositore brasiliano († 2017)
- 1952 - Giuliano Ferrara, giornalista, conduttore televisivo e politico italiano
- 1952 - Sammo Hung, regista, attore e artista marziale hongkonghese
- 1952 - Fabrizio Mattei, politico italiano
- 1952 - Con'o Vasilev, calciatore bulgaro († 2015)
- 1953 - Dionne Brand, scrittrice e poetessa canadese
- 1953 - Dieter Hoeneß, dirigente sportivo e ex calciatore tedesco
- 1953 - Robert Longo, artista e regista statunitense
- 1953 - Enrico Magrelli, giornalista, critico cinematografico e autore televisivo italiano
- 1953 - Palmiro Masciarelli, dirigente sportivo e ex ciclista su strada italiano
- 1953 - Giuseppe Mazzei, giornalista e saggista italiano
- 1953 - Leslie Mandoki, cantante e batterista ungherese
- 1954 - Virginio Bernardi, allenatore di pallacanestro italiano
- 1954 - Mauro Della Bianchina, allenatore di calcio e ex calciatore italiano
- 1954 - Abilio Estévez, scrittore, drammaturgo e poeta cubano
- 1954 - Jodi Long, attrice statunitense
- 1954 - Marzio Lugnan, ex calciatore italiano
- 1954 - Esad Mehmedalić, ex calciatore jugoslavo
- 1954 - Jozef Migaš, politico slovacco
- 1954 - Nikos Pantziaras, ex calciatore cipriota
- 1954 - Maurizio Totti, imprenditore e produttore cinematografico italiano
- 1954 - Abdullah al-Thani, politico libico
- 1955 - Graziano Bini, ex calciatore, allenatore di calcio e dirigente sportivo italiano
- 1955 - Norredine Bouyahyaoui, ex calciatore marocchino
- 1955 - Ruggero Lenci, architetto italiano
- 1955 - Serge Perruchini, ex calciatore monegasco
- 1956 - Mohammed Al-Kharashy, allenatore di calcio saudita
- 1956 - Rosalyn Bryant, ex velocista statunitense
- 1956 - David Caruso, attore statunitense
- 1956 - Claudio Culasso, karateka e militare italiano
- 1956 - Terry Miller, ex giocatore di football americano statunitense
- 1956 - Miroslav Nikolić, allenatore di pallacanestro e dirigente sportivo serbo
- 1956 - Uwe Ochsenknecht, attore e cantante tedesco
- 1956 - Kōstas Petropoulos, ex cestista e allenatore di pallacanestro greco
- 1956 - Ignacio Walker, politico cileno
- 1956 - Steve Williams, batterista statunitense
- 1957 - Nicholson Baker, scrittore statunitense
- 1957 - Enrico Boselli, ex politico italiano
- 1957 - Katie Couric, giornalista e conduttrice televisiva statunitense
- 1957 - Maurizio Esposito, attore e conduttore televisivo italiano
- 1957 - Steve Janaszak, ex hockeista su ghiaccio statunitense
- 1957 - Reena Roy, attrice indiana
- 1957 - Seyed Sajadi, ex calciatore e ex giocatore di calcio a 5 iraniano
- 1958 - Florian Beck, dirigente sportivo e ex sciatore alpino tedesco
- 1958 - Miki Biasion, ex pilota di rally italiano
- 1958 - Giacomo Cuttone, pittore italiano
- 1958 - Vincenzo Di Pinto, allenatore di pallavolo italiano
- 1958 - Maurizio Donadoni, attore italiano
- 1958 - Claudio Giuliodori, vescovo cattolico italiano
- 1958 - Kim Hyun-sik, cantautore sudcoreano († 1990)
- 1958 - Linda Kozlowski, attrice statunitense
- 1958 - Winy Maas, architetto olandese
- 1958 - Jun Miyake, musicista giapponese
- 1958 - Donna Rice Hughes, scrittrice e produttrice cinematografica statunitense
- 1958 - Inma Rodríguez-Piñero, politica spagnola
- 1958 - Rosa Liksom, scrittrice finlandese
- 1959 - Friedrich Ani, scrittore tedesco
- 1959 - Sabrina Bulleri, atleta paralimpica italiana († 2000)
- 1959 - Nicholas G. Carr, scrittore statunitense
- 1959 - Giuseppe Governale, generale italiano
- 1959 - Enzo Costantini, imprenditore italiano
- 1959 - Kevin Summerfield, ex calciatore inglese
- 1959 - Sadahiro Takahashi, ex calciatore giapponese
- 1959 - Marcel Utembi Tapa, arcivescovo cattolico della Repubblica Democratica del Congo
- 1960 - Nicola Di Leo, allenatore di calcio e ex calciatore italiano
- 1960 - Francesco Ercolino, ex arbitro di calcio italiano
- 1960 - Mohammad Javad Zarif, diplomatico iraniano
- 1960 - Heorhij Kandrac'eŭ, allenatore di calcio e ex calciatore sovietico
- 1960 - David Marciano, attore statunitense
- 1960 - Loretta Sanchez, politica statunitense
- 1960 - Calvin Thomas, ex giocatore di football americano statunitense
- 1960 - Steve Webster, pilota motociclistico britannico
- 1961 - Lorraine Ashbourne, attrice britannica
- 1961 - Luciano Carchesio, ex siepista italiano
- 1961 - Supriya Pathak, attrice indiana
- 1961 - Jeff Richmond, compositore, produttore televisivo e attore statunitense
- 1961 - Tony Tammaro, cantautore italiano
- 1961 - Carlo Simionato, ex velocista italiano
- 1961 - John Thune, politico statunitense
- 1962 - Louise Allen, ex tennista statunitense
- 1962 - Salvatore Cavallaro, ex ciclista su strada italiano
- 1962 - Aleksandr Gel'evič Dugin, filosofo e politologo russo
- 1962 - Florica Lavric, canottiera rumena († 2014)
- 1962 - Tintín Márquez, allenatore di calcio e ex calciatore spagnolo
- 1962 - Ron Rivera, ex giocatore di football americano e allenatore di football americano statunitense
- 1962 - Taja Sevelle, cantautrice statunitense
- 1962 - Hallie Todd, attrice statunitense
- 1962 - Leo Van der Elst, allenatore di calcio e ex calciatore belga
- 1963 - Georg Andersen, ex pesista e discobolo norvegese
- 1963 - Ioan Grigoraș, ex lottatore rumeno
- 1963 - Carmen Machi, attrice spagnola
- 1963 - Clint Mansell, musicista e compositore britannico
- 1963 - Rand Paul, politico statunitense
- 1963 - Robert Petkoff, attore statunitense
- 1963 - Mari Rantasila, attrice e cantante finlandese
- 1963 - Antonio Ullo, ex velocista italiano
- 1964 - Hervé Balland, ex fondista francese
- 1964 - Nicolas Cage, attore e produttore cinematografico statunitense
- 1964 - Mar Carrera, attrice spagnola
- 1964 - Bratan Cenov, ex lottatore bulgaro
- 1964 - Pizo Gómez, ex calciatore spagnolo
- 1964 - Anna-Maja Henriksson, politica finlandese
- 1964 - Reggie de Jong, ex nuotatrice olandese
- 1964 - Christian Louboutin, stilista francese
- 1964 - Francisco Maciel, ex tennista messicano
- 1964 - Darnell Martin, regista e sceneggiatrice statunitense
- 1964 - Marco Matta, aviatore italiano († 1992)
- 1964 - Luca Rigoni, giornalista e conduttore televisivo italiano
- 1964 - Emanuele Trevi, critico letterario e scrittore italiano
- 1965 - José Manuel Imbamba, arcivescovo cattolico angolano
- 1965 - Alessandro Lambruschini, ex siepista italiano
- 1965 - Flavio Manzoni, designer e architetto italiano
- 1965 - Five for Fighting, cantautore statunitense
- 1966 - Ergin Ataman, allenatore di pallacanestro turco
- 1966 - Carolyn Bessette, pubblicitaria, direttrice artistica e modella statunitense († 1999)
- 1966 - Elena Bečke, ex pattinatrice artistica su ghiaccio sovietica
- 1966 - Jeff Duncan, politico statunitense
- 1966 - Alberto Filippi, politico italiano
- 1966 - Paco Salillas, ex calciatore spagnolo
- 1966 - Jonathan Jackson, politico statunitense
- 1966 - Jorge Mendes, procuratore sportivo portoghese
- 1966 - Iris Plotzitzka, pesista tedesca († 2024)
- 1966 - Matthieu Rougé, vescovo cattolico francese
- 1966 - Corrie Sanders, pugile sudafricano († 2012)
- 1966 - Heiko Scholz, allenatore di calcio e ex calciatore tedesco orientale
- 1966 - Markus Schupp, dirigente sportivo, allenatore di calcio e ex calciatore tedesco
- 1966 - Ayman Taher, ex calciatore egiziano
- 1967 - Johannes Brandrup, attore tedesco
- 1967 - Juan Carlos Báguena, ex tennista spagnolo
- 1967 - Maurizio Carta, urbanista italiano
- 1967 - Nick Clegg, politico britannico
- 1967 - Tim Donaghy, ex arbitro di pallacanestro statunitense
- 1967 - Ole Kristian Furuseth, ex sciatore alpino norvegese
- 1967 - Fabio Giménez, ex giocatore di calcio a 5 argentino
- 1967 - Irrfan Khan, attore indiano († 2020)
- 1967 - Sergej Kuzovlev, generale russo
- 1967 - Giuseppe Moles, politico e politologo italiano
- 1967 - Pamela Giacoma Giovanna Orrù, politica italiana
- 1967 - Iris Zscherpe, ex nuotatrice tedesca occidentale
- 1968 - Giampiero Brunelli, storico italiano
- 1968 - Andrej Černyšov, allenatore di calcio e ex calciatore sovietico
- 1968 - Georgi Gospodinov, scrittore e poeta bulgaro
- 1968 - Þorsteinn Halldórsson, allenatore di calcio e ex calciatore islandese
- 1968 - Vladimir Malachov, ex ballerino e direttore artistico sovietico
- 1968 - Mike Rosati, allenatore di hockey su ghiaccio e ex hockeista su ghiaccio canadese
- 1968 - Carl Schlyter, politico svedese
- 1968 - Søren Sveistrup, scrittore e sceneggiatore danese
- 1968 - Mohamed Trabelsi, ex calciatore tunisino
- 1969 - Claudia Amengual, scrittrice e traduttrice uruguaiana
- 1969 - Dominique Hoàng Minh Tiến, vescovo cattolico vietnamita
- 1969 - Rex Lee, attore statunitense
- 1969 - Marco Simone, dirigente sportivo, allenatore di calcio e ex calciatore italiano
- 1969 - Peter Tosič, ex calciatore sloveno
- 1969 - Raimundo Tupper, calciatore cileno († 1995)
- 1969 - David Yost, attore statunitense
- 1970 - Maksim Amelin, poeta, traduttore e critico letterario russo
- 1970 - Krishna Bharat, informatico e ingegnere indiano
- 1970 - Alex Carpani, compositore italiano
- 1970 - Todd Day, ex cestista e allenatore di pallacanestro statunitense
- 1970 - Doug E. Doug, attore e produttore cinematografico statunitense
- 1970 - João Ricardo, ex calciatore angolano
- 1970 - Gábor Köves, allenatore di tennis, commentatore televisivo e ex tennista ungherese
- 1970 - Adrián Martínez, allenatore di calcio e ex calciatore messicano
- 1970 - Sizwe Motaung, calciatore sudafricano († 2001)
- 1970 - Oren Peli, produttore cinematografico e sceneggiatore israeliano
- 1970 - Miroslav Stević, ex calciatore serbo
- 1970 - Anna Mjöll, cantautrice islandese
- 1971 - Gilbert Alpízar, ex giocatore di calcio a 5 costaricano
- 1971 - Simona Borioni, attrice italiana
- 1971 - Emanuele Canonica, golfista italiano
- 1971 - Andrea Costa, violinista italiano
- 1971 - DJ Ötzi, cantante e disc jockey austriaco
- 1971 - Øssur Hansen, allenatore di calcio e ex calciatore faroese
- 1971 - Nick Holmes, cantante e musicista britannico
- 1971 - Masato Itai, ex giocatore di football americano e allenatore di football americano giapponese
- 1971 - Vladislav Kulikov, ex nuotatore russo
- 1971 - Manel Menéndez, allenatore di calcio e ex calciatore spagnolo
- 1971 - Kevin Rahm, attore statunitense
- 1971 - Carlo Ratti, architetto, urbanista e teorico dell'architettura italiano
- 1971 - Jeremy Renner, attore e musicista statunitense
- 1971 - Akiko Shikata, compositrice e cantante giapponese
- 1971 - Martin Zandvliet, regista e sceneggiatore danese
- 1972 - Pedro Contreras, ex calciatore spagnolo
- 1972 - Nicola De Meneghi, ex rugbista a 15 italiano
- 1972 - Uladzimir Dubroŭščyk, ex discobolo bielorusso
- 1972 - Giuseppe Franzella, fumettista italiano
- 1972 - Gábor Halmai, ex calciatore ungherese
- 1972 - Carsten Heymann, ex biatleta tedesco
- 1972 - Akira Higashi, ex saltatore con gli sci giapponese
- 1972 - Shane Kelly, ex pistard australiano
- 1972 - Kim Eun-hee, sceneggiatrice sudcoreana
- 1972 - Luz, fumettista e illustratore francese
- 1972 - Laura Ramaciotti, economista italiana
- 1972 - Aleksej Sivakov, ex ciclista su strada e dirigente sportivo russo
- 1972 - Damir Vuica, ex calciatore croato
- 1972 - Svetlana Žurova, ex pattinatrice di velocità su ghiaccio russa
- 1973 - Rafael Dudamel, allenatore di calcio e ex calciatore venezuelano
- 1973 - Bobby Engram, ex giocatore di football americano e allenatore di football americano statunitense
- 1973 - Fred Falke, disc jockey e produttore discografico francese
- 1973 - Koba Gogoladze, ex pugile georgiano
- 1973 - Alexander Kühl, ex cestista tedesco
- 1973 - Liu Bolin, artista cinese
- 1973 - Julio Luna, sollevatore venezuelano
- 1973 - Federico Smanio, ex calciatore italiano
- 1973 - Jonna Tervomaa, cantante finlandese
- 1974 - Navigator Dzinkambani, calciatore malawiano († 2006)
- 1974 - Julen Guerrero, ex calciatore spagnolo
- 1974 - İbrahim Kutluay, ex cestista turco
- 1974 - Vance McAllister, politico statunitense
- 1974 - Edym, fumettista italiano
- 1974 - Svetlana Metkina, attrice e produttrice cinematografica russa
- 1974 - Giuseppe Pollicelli, giornalista, saggista e regista cinematografico italiano
- 1974 - Köbi Wyssen, ex sciatore alpino svizzero
- 1974 - Yu Genwei, allenatore di calcio, dirigente sportivo e ex calciatore cinese
- 1975 - Bogdan Andone, allenatore di calcio e ex calciatore rumeno
- 1975 - Gianangelo Bof, politico italiano
- 1975 - Juan Castellanos, ex calciatore venezuelano
- 1975 - Debora Danzi, ex cestista italiana
- 1975 - Hossein Derakhshan, giornalista e blogger iraniano
- 1975 - Jovan Gojković, calciatore serbo († 2001)
- 1975 - Urs Imboden, ex sciatore alpino svizzero
- 1975 - Frédéric Marin-Cudraz, ex sciatore alpino francese
- 1975 - Joubert Araújo Martins, ex calciatore brasiliano
- 1975 - Xavier Sánchez, allenatore di pallacanestro e ex cestista spagnolo
- 1975 - Mojca Suhadolc, ex sciatrice alpina slovena
- 1975 - Rob Waddell, canottiere neozelandese
- 1976 - Marcelo Bordon, ex calciatore brasiliano
- 1976 - Nuno Cavaleiro, ex calciatore portoghese
- 1976 - Paulo Chávez, ex calciatore messicano
- 1976 - Stephan Emig, batterista tedesco
- 1976 - Nic Endo, musicista statunitense
- 1976 - Kaies Ghodhbane, ex calciatore tunisino
- 1976 - Vybz Kartel, cantante e disc jockey giamaicano
- 1976 - Nilton Pereira Mendes, calciatore brasiliano († 2006)
- 1976 - Tomas Ražanauskas, allenatore di calcio e ex calciatore lituano
- 1976 - Christian Schlechtweg, schermidore tedesco
- 1976 - Alfonso Soriano, ex giocatore di baseball dominicano
- 1976 - Gabriel Urdaneta, ex calciatore venezuelano
- 1976 - Vivian Cristina Lopes, ex cestista brasiliana
- 1976 - Kierston Wareing, attrice britannica
- 1977 - Francesco Bottai, cantautore, chitarrista e attore teatrale italiano
- 1977 - Valeria Ciardiello, giornalista, conduttrice televisiva e attrice italiana
- 1977 - Nuno Claro, ex calciatore portoghese
- 1977 - Valdas Dambrauskas, allenatore di calcio lituano
- 1977 - Dustin Diamond, attore e regista statunitense († 2021)
- 1977 - Krisztián Kenesei, calciatore ungherese
- 1977 - Joel Konofilia, ex calciatore salomonese
- 1977 - Vanesa Lorenzo, modella spagnola
- 1977 - Lü Bin, ex nuotatrice cinese
- 1977 - Tomm Moore, regista, animatore e sceneggiatore irlandese
- 1977 - Sofi Oksanen, scrittrice e drammaturga finlandese
- 1977 - Reinhard Schwarzenberger, ex saltatore con gli sci austriaco
- 1977 - Marco Storari, dirigente sportivo e ex calciatore italiano
- 1978 - Daniel Mark Bennett, ex calciatore singaporiano
- 1978 - Janine Jansen, violinista e violista olandese
- 1978 - Israel Keyes, serial killer statunitense († 2012)
- 1978 - Anis Lounifi, judoka tunisino
- 1978 - Emilio Marcos Palma, informatico argentino
- 1978 - Salvatore Ruocco, attore italiano
- 1978 - Ryan Star, cantautore e musicista statunitense
- 1978 - Oumar Tchomogo, allenatore di calcio e ex calciatore beninese
- 1978 - Bülent Ulusoy, ex pugile turco
- 1979 - Reggie Austin, attore statunitense
- 1979 - Bipasha Basu, attrice e modella indiana
- 1979 - Aloe Blacc, cantante e musicista statunitense
- 1979 - João Paulo Bravo, allenatore di pallavolo e ex pallavolista brasiliano
- 1979 - Andrea Dara, politico italiano
- 1979 - Christophe Guénot, lottatore francese
- 1979 - Yōko Honna, attrice, doppiatrice e cantante giapponese
- 1979 - Christian Lindner, ex politico tedesco
- 1979 - Jayne Ludlow, allenatrice di calcio e ex calciatrice gallese
- 1979 - Marco Maggioni, politico italiano
- 1979 - Marco Mordente, ex cestista italiano
- 1979 - Charmian Purcell, cestista neozelandese
- 1979 - Fabiola Zuluaga, ex tennista colombiana
- 1980 - Kotomi Aoki, fumettista giapponese
- 1980 - Rick Apodaca, ex cestista statunitense
- 1980 - David Arroyo, ex ciclista su strada e mountain biker spagnolo
- 1980 - André Astorga, ex calciatore brasiliano
- 1980 - Christoph Kneip, schermidore tedesco
- 1980 - Aya Korem, cantante israeliana
- 1980 - Armel Disney, ex calciatore congolese (Repubblica del Congo)
- 1980 - Ivan Moody, cantante statunitense
- 1980 - Adékambi Olufadé, ex calciatore togolese
- 1980 - Michael Owen, rugbista a 15 gallese
- 1980 - Tyler Smith, ex cestista statunitense
- 1980 - Deris Umanzor, calciatore salvadoregno
- 1980 - Simon Woods, attore britannico
- 1980 - Michael Wright, cestista statunitense († 2015)
- 1981 - Ania, cantante polacca
- 1981 - Esteban Arellano, giocatore di calcio a 5 e allenatore di calcio a 5 argentino
- 1981 - Biplob Bhattacharjee, ex calciatore bangladese
- 1981 - Ármann Björnsson, ex calciatore islandese
- 1981 - Javier Cámpora, ex calciatore argentino
- 1981 - Mario Chiarini, ex giocatore di baseball e allenatore di baseball italiano
- 1981 - Manuele Cricca, ex pallavolista italiano
- 1981 - Marquis Daniels, ex cestista statunitense
- 1981 - Reece Gaines, ex cestista e allenatore di pallacanestro statunitense
- 1981 - Luchè, rapper e produttore discografico italiano
- 1981 - Rin Kono, goista giapponese
- 1981 - Szymon Marciniak, arbitro di calcio polacco
- 1981 - Andrej Rekečinskij, pallanuotista russo
- 1981 - Krishnan Sasikiran, scacchista indiano
- 1982 - Fabio Alcaraz, ex giocatore di calcio a 5 paraguaiano
- 1982 - Carlos Canobbio, allenatore di calcio e ex calciatore uruguaiano
- 1982 - Lauren Cohan, attrice e modella statunitense
- 1982 - Kenneth Egan, pugile irlandese
- 1982 - Toni González, ex calciatore spagnolo
- 1982 - Kassim Guzayou, ex calciatore togolese
- 1982 - Gabrielius Landsbergis, politico e diplomatico lituano
- 1982 - Andreas Matzbacher, ciclista su strada austriaco († 2007)
- 1982 - Ahmad Mousa, ex calciatore qatariota
- 1982 - Jade North, ex calciatore australiano
- 1982 - Andrea Pisanu, allenatore di calcio e ex calciatore italiano
- 1982 - Paul Robinson, ex calciatore inglese
- 1982 - Ryang Yong-gi, ex calciatore nordcoreano
- 1982 - Mayu Sakai, fumettista giapponese
- 1982 - Kim Staelens, ex pallavolista belga
- 1982 - Hannah Stockbauer, ex nuotatrice tedesca
- 1982 - Iroda Tuljaganova, ex tennista uzbeka
- 1982 - Joel Zacchetti, cestista italiano
- 1983 - Tosin Abasi, chitarrista statunitense
- 1983 - Marc Burns, velocista trinidadiano
- 1983 - Juan José Collantes, ex calciatore spagnolo
- 1983 - Brett Dalton, attore statunitense
- 1983 - Edwin Encarnación, giocatore di baseball dominicano
- 1983 - Stéphanie Falzon, ex martellista francese
- 1983 - Natalie Gohrke, ex cestista tedesca
- 1983 - Hayley Jensen, cantautrice australiana
- 1983 - Matvej Korobov, pugile russo
- 1983 - Wildstylez, disc jockey e produttore discografico olandese
- 1983 - Andrés Miso, ex cestista spagnolo
- 1983 - Cappie Pondexter, ex cestista statunitense
- 1983 - Robert Ri'chard, attore e produttore cinematografico statunitense
- 1983 - Ryofu Karma, cantante giapponese
- 1983 - Matteo Tagliariol, schermidore italiano
- 1983 - Robert Zernicke, ex giocatore di football americano e allenatore di football americano tedesco
- 1984 - Abdulrahman Mesbeh, calciatore qatariota
- 1984 - Marcelo Bosch, rugbista a 15 argentino
- 1984 - Ezequiel Cacace, ex calciatore argentino
- 1984 - Sarah Crooks, ex cestista canadese
- 1984 - Vítor Emanuel Cruz da Silva, ex calciatore portoghese
- 1984 - Serhij Kučerenko, ex calciatore ucraino
- 1984 - Jon Lester, ex giocatore di baseball statunitense
- 1984 - Diana López, taekwondoka statunitense
- 1984 - Dimităr Makriev, ex calciatore bulgaro
- 1984 - Xavier Margairaz, ex calciatore svizzero
- 1984 - Yane Marques, pentatleta brasiliana
- 1984 - Luke McShane, scacchista britannico
- 1984 - Mohamed Messoudi, allenatore di calcio e ex calciatore belga
- 1984 - Koena Mitra, attrice indiana
- 1984 - Jann Ingi Petersen, ex calciatore faroese
- 1984 - Max Riemelt, attore tedesco
- 1984 - Thiago Santos, artista marziale misto brasiliano
- 1984 - Patiyo Tambwe, ex calciatore congolese (Repubblica Democratica del Congo)
- 1985 - Nate Burkey, allenatore di calcio e ex calciatore filippino
- 1985 - Catalina Denis, attrice e modella colombiana
- 1985 - Gloria Favilla, ex cestista italiana
- 1985 - Karim Guédé, dirigente sportivo e ex calciatore togolese
- 1985 - Lewis Hamilton, pilota automobilistico britannico
- 1985 - Christian Iddon, pilota motociclistico britannico
- 1985 - Paula Lehtinen, ex giocatrice di football americano finlandese
- 1985 - El Ligero, wrestler inglese
- 1985 - Bănel Nicoliță, ex calciatore rumeno
- 1985 - Roger Silva, allenatore di calcio e ex calciatore brasiliano
- 1985 - Wayne Routledge, ex calciatore inglese
- 1985 - Louk Sorensen, ex tennista e allenatore di tennis irlandese
- 1985 - Ryan Thompson, ex calciatore giamaicano
- 1985 - Michele Troiano, allenatore di calcio e ex calciatore italiano
- 1985 - Vital' Trubila, ex calciatore bielorusso
- 1985 - Teab Vathanak, calciatore cambogiano
- 1986 - Onismor Bhasera, calciatore zimbabwese
- 1986 - Nuno Coelho, ex calciatore portoghese
- 1986 - JamesOn Curry, ex cestista statunitense
- 1986 - Omar Er Rafik, ex calciatore francese
- 1986 - Liam Fontaine, ex calciatore inglese
- 1986 - Keisuke Funatani, ex calciatore giapponese
- 1986 - Marvin Jefferson, cestista statunitense
- 1986 - Tomasz Kęsicki, ex cestista polacco
- 1986 - Kabelo Kgosiemang, altista botswano
- 1986 - Grant Leadbitter, ex calciatore inglese
- 1986 - Wayne Marshall, cestista statunitense
- 1986 - Torsten Oehrl, calciatore tedesco
- 1986 - Paolo Ottavi, ex ginnasta italiano
- 1986 - Andy Vernon, mezzofondista britannico
- 1986 - Megan Washington, cantante australiana
- 1986 - Davor Škerjanc, ex calciatore sloveno
- 1987 - Davide Astori, calciatore italiano († 2018)
- 1987 - Stefan Babović, ex calciatore serbo
- 1987 - Cristián Bogado, calciatore paraguaiano
- 1987 - Lauren Buglioli, attrice statunitense
- 1987 - Lyndsy Fonseca, attrice statunitense
- 1987 - Adrián Fuentes Fidalgo, cestista spagnolo
- 1987 - Lambda García, attore messicano
- 1987 - Sirusho, cantante armena
- 1987 - Verena Höllbacher, ex sciatrice alpina austriaca
- 1987 - Krešimir Makarin, ex calciatore croato
- 1987 - Teemu Mäntysaari, chitarrista finlandese
- 1987 - Michael McGlinchey, calciatore neozelandese
- 1987 - Alisha Edwards, wrestler statunitense
- 1987 - Serena Ortolani, pallavolista italiana
- 1987 - Bruno de Barros, velocista brasiliano
- 1987 - José Egas dos Santos Branco, calciatore portoghese
- 1988 - Haley Bennett, attrice e cantante statunitense
- 1988 - Chimdi Chekwa, giocatore di football americano statunitense
- 1988 - Duane Da Rocha, nuotatrice brasiliana
- 1988 - Antonio De Paola, pallavolista italiano
- 1988 - Alessandro Fabian, triatleta italiano
- 1988 - Carlotta Filippi, arbitro di calcio a 5 e ex calciatrice italiana
- 1988 - Daniel Halfar, allenatore di calcio e ex calciatore tedesco
- 1988 - Hardwell, disc jockey, produttore discografico e conduttore radiofonico olandese
- 1988 - Marleen van Iersel, giocatrice di beach volley olandese
- 1988 - Lim Ju-eun, attrice sudcoreana
- 1988 - Luigi Miracco, schermidore italiano
- 1988 - Patricia Moreno, ex ginnasta spagnola
- 1988 - Sergei Mošnikov, ex calciatore estone
- 1988 - Alejandro Nieto, rugbista a 15 uruguaiano
- 1988 - Fernando Bob, ex calciatore brasiliano
- 1988 - Robert Sheehan, attore irlandese
- 1988 - Anthony Woodson, ex giocatore di football americano canadese
- 1988 - Bruno Alexandre da Silva, giocatore di calcio a 5 e allenatore di calcio a 5 brasiliano
- 1989 - Miles Addison, ex calciatore inglese
- 1989 - Zakarya Bergdich, ex calciatore francese
- 1989 - Omar Bertazzo, triatleta, ex ciclista su strada e pistard italiano
- 1989 - Elroy Cohen, ex calciatore israeliano
- 1989 - John Degenkolb, ciclista su strada tedesco
- 1989 - Jérémy Huyghebaert, calciatore belga
- 1989 - Emiliano Insúa, ex calciatore argentino
- 1989 - Genevieve Kang, attrice canadese
- 1989 - Ferhat Kaplan, calciatore turco
- 1989 - Vital' Kibuk, calciatore bielorusso
- 1989 - Björn Kopplin, calciatore tedesco
- 1989 - Wendell Lira, ex calciatore brasiliano
- 1989 - George Maluleka, calciatore sudafricano
- 1989 - Jonathan Mejía, calciatore honduregno
- 1989 - Zamal Nixon, cestista statunitense
- 1989 - Igor' Portnjagin, ex calciatore russo
- 1989 - Marcos Santos, lottatore portoricano
- 1989 - Lahav Shani, direttore d'orchestra e pianista israeliano
- 1989 - Johanna Tayeau, ex cestista francese
- 1989 - David Templeton, calciatore scozzese
- 1989 - Wrabel, cantautore e paroliere statunitense
- 1989 - Zhang Chiming, calciatore cinese
- 1990 - Liam Aiken, attore statunitense
- 1990 - B.W. Webb, giocatore di football americano statunitense
- 1990 - Walter Cabrera, calciatore paraguaiano
- 1990 - Elene Gedevanishvili, ex pattinatrice artistica su ghiaccio georgiana
- 1990 - Camryn Grimes, attrice statunitense
- 1990 - Junior Mapuku, ex calciatore congolese (Repubblica Democratica del Congo)
- 1990 - Sergej Majtakov, ex sciatore alpino russo
- 1990 - Arkadiusz Michalski, sollevatore polacco
- 1990 - Néstor Monge, calciatore costaricano
- 1990 - Ivo Pinto, calciatore portoghese
- 1990 - Rasmus Christian Quaade, ex ciclista su strada e pistard danese
- 1990 - Camille Rowe, modella francese
- 1990 - Michael Sam, ex giocatore di football americano e allenatore di football americano statunitense
- 1990 - Gregor Schlierenzauer, ex saltatore con gli sci austriaco
- 1991 - Michelangelo Albertazzi, ex calciatore italiano
- 1991 - Aslan Atem, lottatore turco
- 1991 - Tucker Barnhart, giocatore di baseball statunitense
- 1991 - Adam Barton, calciatore nordirlandese
- 1991 - Danny Blum, calciatore tedesco
- 1991 - Leandro Chaparro, ex calciatore argentino
- 1991 - Dajana Eitberger, slittinista tedesca
- 1991 - Diogo Figueiras, calciatore portoghese
- 1991 - Clément Grenier, calciatore francese
- 1991 - Eden Hazard, ex calciatore belga
- 1991 - Kila Iaravai, calciatore papuano
- 1991 - Moe Kuresa, calciatore samoano americano
- 1991 - Jeje Lalpekhlua, politico e ex calciatore indiano
- 1991 - Islando Manuel, ex cestista angolano
- 1991 - Bongi Mbonambi, rugbista a 15 sudafricano
- 1991 - Carlos Montenegro, calciatore nicaraguense
- 1991 - Luca Morassi, giocatore di calcio a 5 italiano
- 1991 - Max Morrow, attore e cantante canadese
- 1991 - Roberto Pereyra, calciatore argentino
- 1991 - MJ Rodriguez, attrice e cantante statunitense
- 1991 - Michael Schwarzmann, ciclista su strada tedesco
- 1991 - Maicol Scuttari, tuffatore italiano
- 1991 - Caster Semenya, mezzofondista e velocista sudafricana
- 1991 - Alen Stevanović, calciatore serbo
- 1991 - Ǵorǵi Tanušev, calciatore macedone
- 1991 - Rəsul Çunayev, lottatore azero
- 1992 - Choren Bajramjan, calciatore russo
- 1992 - Charles Barton, cestista svedese
- 1992 - Miguel Basulto, calciatore messicano
- 1992 - James Bell, cestista statunitense
- 1992 - Loris Benito, calciatore svizzero
- 1992 - Thomas Bruns, calciatore olandese
- 1992 - Børns, cantante statunitense
- 1992 - Mélodie Daoust, hockeista su ghiaccio canadese
- 1992 - Božo Đumić, cestista serbo
- 1992 - Karolína Elhotová, ex cestista ceca
- 1992 - Gerson, calciatore brasiliano
- 1992 - Michael Marinaro, pattinatore artistico su ghiaccio canadese
- 1992 - Mattia Mura, regista cinematografico italiano
- 1992 - Sefanaia Naivalu, rugbista a 15 figiano
- 1992 - Ionuț Năstăsie, calciatore rumeno
- 1992 - Bryan Pamba, cestista francese
- 1992 - Eduardo Pereira Rodrigues, calciatore brasiliano
- 1992 - Pieter Prinsloo, cestista sudafricano
- 1992 - Jessica Rossi, tiratrice a volo italiana
- 1992 - Daniel Suárez, pilota automobilistico messicano
- 1992 - Edgaras Ulanovas, cestista lituano
- 1992 - Filip Valenčič, calciatore sloveno
- 1992 - Alhassan Wakaso, calciatore ghanese
- 1992 - Ketlen Wiggers, calciatrice brasiliana
- 1993 - Darby Allin, wrestler statunitense
- 1993 - Michael Carrera, cestista venezuelano
- 1993 - Laimonas Chatkevičius, ex cestista lituano
- 1993 - Solomon Duah, calciatore finlandese
- 1993 - Filip Horanský, tennista slovacco
- 1993 - Hugo Invernizzi, cestista francese
- 1993 - Jairo Jiménez, calciatore panamense
- 1993 - Olivier Jäckle, calciatore svizzero
- 1993 - Josip Krznarić, calciatore croato
- 1993 - Barak Levi, calciatore israeliano
- 1993 - Markus Mendler, calciatore tedesco
- 1993 - Jeremiah Mordi, cestista nigeriano
- 1993 - Gergő Nagy, calciatore ungherese
- 1993 - Jan Oblak, calciatore sloveno
- 1993 - Jorge Luis Rojas, calciatore paraguaiano
- 1993 - Ali Samari, pesista iraniano
- 1993 - Nico Santos, cantante e cantautore tedesco
- 1993 - Mamadou Sy, giocatore di football americano francese
- 1993 - Komronshokh Ustopiriyon, judoka tagiko
- 1993 - Negus Webster-Chan, cestista canadese
- 1993 - Yang Li, calciatrice cinese
- 1993 - Li Ying, calciatrice cinese
- 1994 - Tom Barras, canottiere britannico
- 1994 - Canyon Barry, cestista statunitense
- 1994 - Egzon Bejtulai, calciatore macedone
- 1994 - Dale Carrick, calciatore scozzese
- 1994 - José Ángel Carrillo, calciatore spagnolo
- 1994 - Charles Cooke, cestista statunitense
- 1994 - Thibault Corbaz, calciatore svizzero
- 1994 - Pablo Sebastián Cuevas, calciatore argentino
- 1994 - Dāvis Ikaunieks, calciatore lettone
- 1994 - Eugenio Isnaldo, calciatore argentino
- 1994 - Arjun Kadhe, tennista indiano
- 1994 - Lee Sun-bin, attrice sudcoreana
- 1994 - Nadine Leopold, supermodella austriaca
- 1994 - Patricio Matricardi, calciatore argentino
- 1994 - Leonel Miranda, calciatore argentino
- 1994 - Eric Murray, giocatore di football americano statunitense
- 1994 - Erik Næsbak Brenden, calciatore norvegese
- 1994 - Oleksandr Pjelješenko, sollevatore ucraino († 2024)
- 1994 - Dairon Pérez, ex calciatore cubano
- 1994 - Jarnell Stokes, ex cestista statunitense
- 1994 - Laura Švilpaitė, ginnasta lituana
- 1994 - Khaly Thiam, calciatore senegalese
- 1995 - Jordan Bell, cestista statunitense
- 1995 - Júnior Brandão, calciatore brasiliano
- 1995 - Sindiswa Dlamini, regina swazilandese
- 1995 - Ryan Elias, rugbista a 15 britannico
- 1995 - Shay Facey, ex calciatore inglese
- 1995 - Andrea Gasbarro, calciatore italiano
- 1995 - Tomislav Gomelt, calciatore croato
- 1995 - Leslie Grace, cantante e attrice statunitense
- 1995 - Jaiber Jiménez, calciatore messicano
- 1995 - Taras Kačaraba, calciatore ucraino
- 1995 - Richie Laryea, calciatore canadese
- 1995 - Enric Mas, ciclista su strada spagnolo
- 1995 - Filipe Nascimento, calciatore portoghese
- 1995 - Blanca Padilla, modella spagnola
- 1995 - Julija Putinceva, tennista russa
- 1995 - Roberto Rigali, velocista italiano
- 1995 - Belay Tilahun, maratoneta e mezzofondista etiope
- 1995 - Mate Tsintsadze, calciatore georgiano
- 1995 - Laureano Antonio Villa Suárez, calciatore spagnolo
- 1995 - İbrahim Çolak, ginnasta turco
- 1996 - Petros Avetisyan, calciatore armeno
- 1996 - Oğulcan Baykan, cestista turco
- 1996 - Adam Beard, rugbista a 15 britannico
- 1996 - Marcelo Benevenuto, calciatore brasiliano
- 1996 - Fu Yuanhui, nuotatrice cinese
- 1996 - Gabrielle Haugh, modella e attrice statunitense
- 1996 - Juan Infante, calciatore argentino
- 1996 - Mikkel Pedersen, calciatore danese
- 1996 - Božica Mujović, cestista montenegrina
- 1996 - Marie-Therese Obst, giavellottista norvegese
- 1996 - Tito Okello, calciatore ugandese
- 1996 - Julien Paul, giocatore di badminton mauriziano
- 1996 - Franjo Prce, calciatore croato
- 1996 - Tiata Scambray, pallavolista statunitense
- 1996 - Tre'Quan Smith, giocatore di football americano statunitense
- 1996 - Isaac Success, calciatore nigeriano
- 1996 - Jun'ya Suzuki, calciatore giapponese
- 1996 - Soufiane el-Bakkali, siepista marocchino
- 1997 - Ozzie Albies, giocatore di baseball olandese
- 1997 - Ilhom Bahromov, lottatore uzbeko
- 1997 - Isaiah Brown, ex calciatore inglese
- 1997 - Hernán De La Fuente, calciatore argentino
- 1997 - Eder González, calciatore spagnolo
- 1997 - Makhtar Gueye, cestista senegalese
- 1997 - Resul Hojaýew, calciatore turkmeno
- 1997 - Lamar Jackson, giocatore di football americano statunitense
- 1997 - Max Malins, rugbista a 15 inglese
- 1997 - Brais Méndez, calciatore spagnolo
- 1997 - Prince Osei Owusu, calciatore tedesco
- 1997 - Leandro Putaro, calciatore tedesco
- 1997 - Sophie Scheder, ginnasta tedesca
- 1997 - Dylan Schmidt, ginnasta neozelandese
- 1998 - Elijah Adebayo, calciatore inglese
- 1998 - Jessy Deminguet, calciatore francese
- 1998 - Ben Earl, rugbista a 15 inglese
- 1998 - José Joaquín Esquivel, calciatore messicano
- 1998 - Tay Gowan, giocatore di football americano statunitense
- 1998 - Aitzaz Hasan, pakistano († 2014)
- 1998 - Yangel Herrera, calciatore venezuelano
- 1998 - Tissanna Hickling, lunghista giamaicana
- 1998 - Pablo César López, calciatore messicano
- 1998 - Luke Masterson, giocatore di football americano statunitense
- 1998 - Gonzalo Mottes, calciatore argentino
- 1998 - Isaiah Rodgers, giocatore di football americano statunitense
- 1998 - Roman Spirig, ex calciatore svizzero
- 1998 - Kameron Taylor, attore pornografico statunitense
- 1998 - Marcus Thomsen, pesista norvegese
- 1998 - Faisal Halim, calciatore malaysiano
- 1998 - Iaser Țurcan, calciatore moldavo
- 1999 - Mads Bech Sørensen, calciatore danese
- 1999 - Yūto Horigome, skater giapponese
- 1999 - Jermaine Johnson II, giocatore di football americano statunitense
- 1999 - Nathangelo Markelo, calciatore olandese
- 1999 - Yaw Moses, calciatore ghanese
- 1999 - India Pagán, cestista statunitense
- 1999 - Payton Turner, giocatore di football americano statunitense
- 1999 - Ilija Vukotić, calciatore montenegrino
- 1999 - Carlos Augusto, calciatore brasiliano
- 1999 - Jasmin Čeliković, calciatore bosniaco
- 2000 - Răzvan Andronic, calciatore rumeno
- 2000 - Nassim El Ablak, calciatore olandese
- 2000 - Lea Friedrich, pistard tedesca
- 2000 - Renzo Giampaoli, calciatore argentino
- 2000 - Brody Malone, ginnasta statunitense
- 2000 - Vinicius Mingotti, calciatore brasiliano
- 2000 - César Munder, calciatore cubano
- 2000 - Artur Sagitov, calciatore russo
- 2000 - Du Queiroz, calciatore brasiliano
- 2000 - Marcus Scribner, attore e doppiatore statunitense
- 2000 - Antoine Semenyo, calciatore ghanese
- 2000 - Zuberu Sharani, calciatore ghanese
- 2000 - Enzo Tesic, nuotatore francese
- 2000 - Bitello, calciatore brasiliano

## XXI secolo(38)
- 2001 - Makan Aïko, calciatore francese
- 2001 - Ecaterina Cernat, mezzofondista moldava
- 2001 - Serafim Cojocari, calciatore moldavo
- 2001 - Dennis Foggia, pilota motociclistico italiano
- 2001 - Joan-Benjamin Gaba, judoka francese
- 2001 - Anamarija Galić, pallavolista austriaca
- 2001 - Bernard Karrica, calciatore albanese
- 2001 - Francesco Passaro, tennista italiano
- 2001 - Francesca Sgorbini, rugbista a 15 italiana
- 2001 - Morgan Whittaker, calciatore inglese
- 2001 - Daniil Černjakov, calciatore russo
- 2002 - Mohamed Daramy, calciatore danese
- 2002 - Filippo Fabbri, calciatore sammarinese
- 2002 - Clément Frisch, cestista francese
- 2002 - Beatrix Fördős, calciatrice ungherese
- 2002 - Aishath Himna Hassan, velocista maldiviana
- 2002 - Christoph Lang, calciatore austriaco
- 2002 - João Peglow, calciatore brasiliano
- 2002 - Loïc Williams, calciatore spagnolo
- 2003 - Vicente Conelli, calciatore cileno
- 2003 - Ryan Dunn, cestista statunitense
- 2003 - Dario Kreiker, calciatore austriaco
- 2003 - Klistan Lawrence, pallavolista portoricano
- 2003 - Máximo Perrone, calciatore argentino
- 2003 - Djibril Soumaré, calciatore senegalese
- 2003 - Salvador Gordo, nuotatore angolano
- 2004 - Cody Baker, calciatore statunitense
- 2004 - Isaac Cooper, nuotatore australiano
- 2004 - Natalie Falch, sciatrice alpina austriaca
- 2004 - Tomás Fernández, calciatore argentino
- 2004 - Alexandria Loutitt, saltatrice con gli sci canadese
- 2004 - Jonas Rouhi, calciatore svedese
- 2004 - Shaili Singh, lunghista indiana
- 2004 - Oskar Opstad Vike, fondista norvegese
- 2004 - Sofia Wylie, attrice, ballerina e modella statunitense
- 2005 - Felix Rösle, sciatore alpino tedesco
- 2005 - Roos Vanotterdijk, nuotatrice belga
- 2012 - Blue Ivy Carter, cantante e ballerina statunitense

## Senza anno specificato(2)
- Brant Houston, giornalista e docente statunitense
- Muku Kakizaki, fumettista giapponese